# Höstjolsterguldmal
Höstjolsterguldmal (Phyllonorycter pastorellus) är en fjärilsart som först beskrevs av Philipp Christoph Zeller 1846.  Höstjolsterguldmal ingår i släktet guldmalar, och familjen styltmalar. Arten är reproducerande i Sverige.